# 137e régiment d'infanterie (France)
Vous pouvez aider à l'améliorer ou bien discuter des problèmes sur sa page de discussion.
- Il ne cite pas suffisamment ses sources. Vous pouvez indiquer les passages à sourcer avec {{référence nécessaire}} ou {{Référence souhaitée}}, et inclure les références utiles en les liant aux notes de bas de page. (Marqué depuis avril 2021)
- Son texte doit être wikifié : il ne correspond pas à la mise en forme Wikipédia (style, typographie, liens internes, liens entre les wikis, etc.). (Marqué depuis avril 2021)
- Il n’est pas rédigé dans un style encyclopédique. (Marqué depuis avril 2021)

- Archive Wikiwix
- Bing
- Cairn
- DuckDuckGo
- E. Universalis
- Gallica
- Google
- G. Books
- G. News
- G. Scholar
- Persée
- Qwant
- (zh) Baidu
- (ru) Yandex
- (wd) trouver des œuvres sur Wikidata

Pour les articles homonymes, voir 137e régiment.
Le 137e régiment d'infanterie (137e RI) est un régiment d'infanterie de l'Armée de terre française. Il est créé en 1813 sous le Premier Empire à partir de quatre cohortes du premier ban de la garde nationale puis dissout l'année suivante. Recréé provisoirement pendant la guerre franco-allemande de 1870, il entre définitivement dans l'ordre de bataille en 1873. Un bataillon participe à la conquête de la Tunisie puis le régiment est engagé dans la Première Guerre mondiale et la Seconde Guerre mondiale. Dissout en 1946, il est recréé entre 1956 et 1963 pendant la guerre d'Algérie.

## Création et différentes dénominations
- 14 janvier 1813 : Création du 137e régiment d'infanterie de ligne
- 12 mai 1814 : Le régiment est licencié
- 28 octobre 1870 : Création du 137e régiment d'infanterie de ligne
- 28 mars 1871 : dissolution
- 16 octobre 1873 : création du 137e régiment d'infanterie
- 1914 : À la mobilisation, il donne naissance au 337e régiment d'infanterie
- 1920-1930 : Dissolution
- 1944 : Recréation du 137e régiment d'infanterie
- 6 mars 1946 : Dissolution
- 1956 : recréation de trois bataillons
- 1963 : dissolution du 137e régiment d'infanterie. La Compagnie subdivisionnaire de Vendée prend le nom de 1e Compagnie du 137e régiment d'infanterie le 1er novembre 1963.
- 1966 : dissolution de 1e Compagnie du 137e régiment d'infanterie. Création du 137e Régiment interarmes divisionnaire.
- 1967 : Dissolution du 137e Régiment interarmes divisionnaire.

## Commandants
- 1813 : Colonel Louis Charles Gaillard.
- 1905 : colonel J. Meunier
- 1940 : Lieutenant-Colonel Menon.

## Historique des garnisons, combats et batailles

### Guerres de l'Empire(1813-1814)

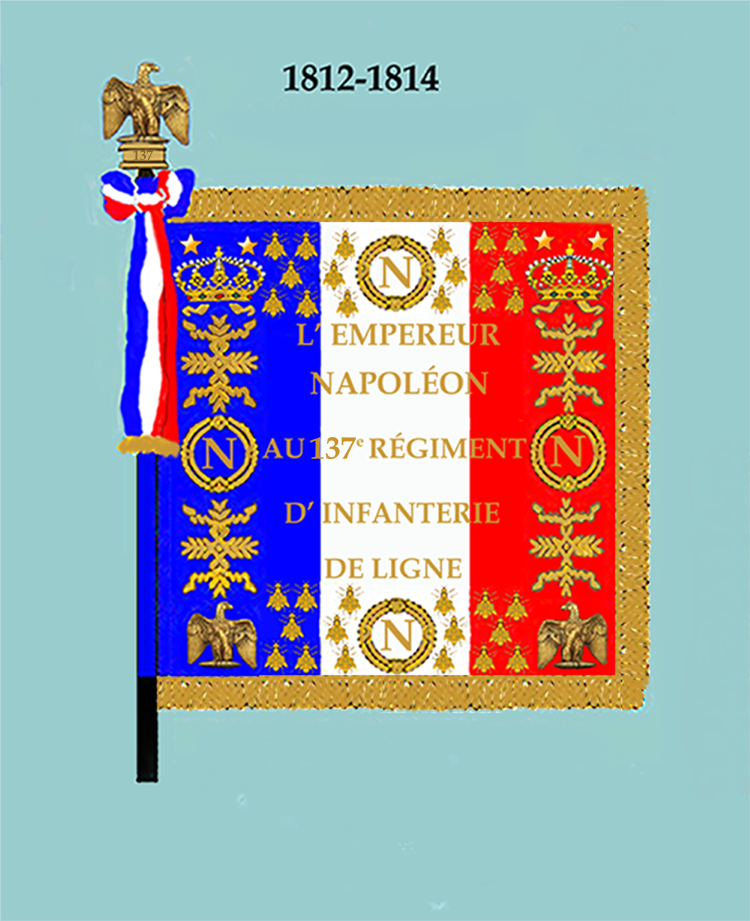
Drapeau modèle de 1812 (avers)
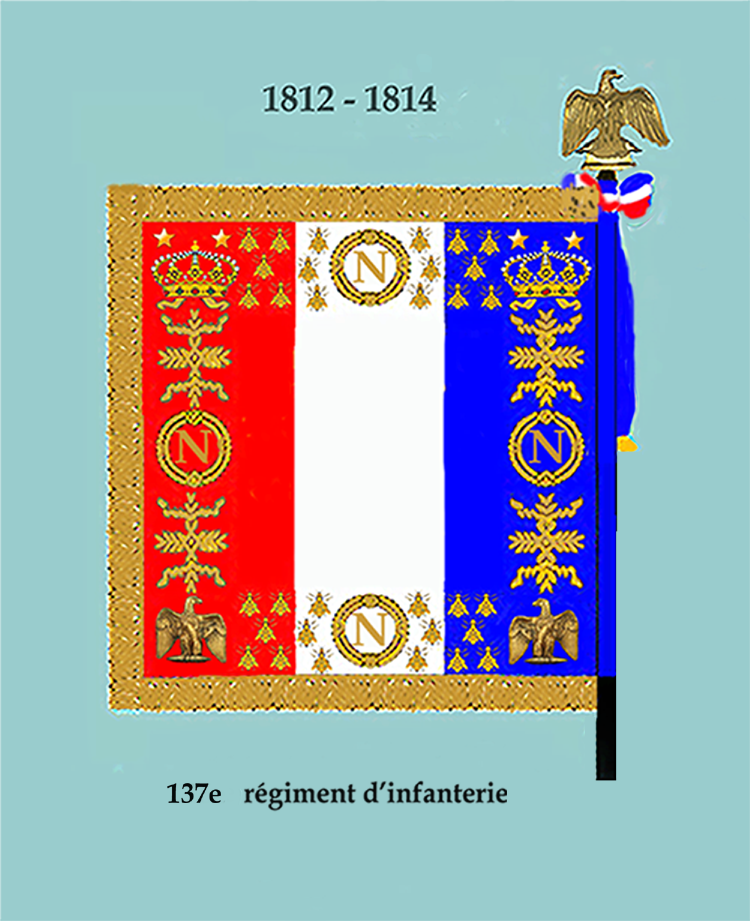
Drapeau modèle de 1812 (revers)

Le 136e régiment d'infanterie de ligne est créé créé, à Vérone en Italie, par décret du 12 janvier 1813, avec les
- 2e cohorte du premier ban de la garde nationale formée dans le département de l'Aisne[Note 1]
- 84e cohorte du premier ban de la garde nationale formée dans le département du Taro
- 85e cohorte du premier ban de la garde nationale formée dans les départements de Gênes et de Montenotte
- 86e cohorte du premier ban de la garde nationale formée dans les départements de l'Arno, de la Méditerranée et de l'Ombrone

#### Campagne d'Italie
L'Italie du début du XIXe siècle n’est pas encore unifiée (République cisalpine (1797-1802), République italienne (1802-1805), royaume d'Italie (1805-1814)). Elle est constituée de multiples états indépendants dont beaucoup sont sous domination autrichienne (duché de Mantoue, Novare, Valteline). En mars 1805, l’empereur des Français Napoléon Ier, à la suite des premières défaites autrichiennes face aux armées de la révolution et du début de l’Empire, crée le premier état pré-unitaire italien dont il se fait couronner roi. L’empire français et ce nouveau royaume d’Italie « Il Regno Italico » avec comme capitale Milan, s’étendent sur toute la moitié nord de l’actuelle République Italienne. Ils s’étendent de Rome et des Marches au centre de l’actuelle Italie, jusqu’aux Alpes au nord. Ils sont constitués grâce à une succession d’annexions de divers états libres ou pontificaux. Appelé sous d’autres cieux, Napoléon Ier nomme comme vice-roi son propre beau-fils et fils adoptif, le prince Eugène de Beauharnais envers qui il a toute confiance pour diriger le royaume d’Italie.
Deux ans avant la chute de l’Empire, en août 1813, alors que la Grande Armée amoindrie traverse les états allemands à la suite de la terrible campagne de Russie, l’Autriche organise une armée commandée par le Feld-maréchal Hiller pour envahir l’Italie et reconquérir ses anciennes possessions. Napoléon ayant anticipé cette situation, avait donné instruction à Eugène de Beauharnais de reconstituer une armée franco-italienne de 45 000 hommes afin de s’opposer à une nouvelle coalition européenne anti-française.
C’est dans ce contexte qu’est créé, le 12 janvier 1813 à Vérone, le 137e régiment d’infanterie. Il est constitué à partir de contingents italiens issus de quatre cohortes de la Garde nationale.
Une scission va alors avoir lieu : la majorité du 137e RI rejoint la Grande armée en Saxe (Allemagne). Un bataillon de dépôt reste à Vérone (Italie) et constitue de son côté un régiment de 1 220 hommes. Il prend lui aussi l’appellation de 137e régiment d’infanterie. Ces éléments restés en Italie, participent activement sur place à toute la campagne italienne de 1813-1814 contre les troupes autrichiennes. Le régiment combattra en ralliant Turin, Alexandrie dans le Piémont au début de l’année 1814 et en atteignant Piacenza en Romagne à la fin de la même année.
La campagne d’Italie durera jusqu’à la chute de l’Empire. Les Autrichiens doivent faire face aux réelles qualités militaires d’Eugène de Beauharnais et du roi de Naples qui n’est autre que Joachim Murat, beau-frère de Napoléon, le plus grand chef de cavalerie de son temps. À l’affrontement direct, les Autrichiens vont préférer bientôt semer la discorde en essayant d’acheter leurs adversaires.
La chute inexorable de l’Empire est entamée. La situation en Italie s’aggrave alors que la campagne de France a commencé. Les Austro-Prussiens occupent Paris fin mars 1814. L’empereur abdique le 6 avril. Le 137e RI « italien » est dissous en juillet 1814 et ses débris sont versés dans le 24e RI de Besançon.

#### Campagne d'Allemagne
En mars 1813, deux mois après leur création, cinq des six bataillons du 137e RI partent donc sur le chemin des états allemands afin de se joindre aux débris de la Grande Armée revenant de Russie.
L’armée française est poursuivie à travers l’Europe de l’Est. C’est en Saxe, que le 137e RI va participer à la bataille de Lützen le 2 mai 1813. L’enjeu est la possession de la ville de Leipzig, les armées russes et prussiennes sont mises en déroute. Cette victoire reste incomplète et quinze jours plus tard, le 137e RI se lance à nouveau dans la bataille.
LUTZEN 1813 sera inscrite sur le drapeau.
Du 19 au 21 mai 1813, toujours dans le cadre de la « guerre de la 6e coalition », les armées françaises affrontent à nouveau les armées russes et prussiennes lors de la marche sur Berlin. C’est l’épisode de la bataille de Bautzen. Là encore une victoire incomplète où le 137e RI va cependant se couvrir de gloire face à la garde impériale russe.
Un mois plus tard, le 137e RI reçoit enfin son « Aigle » des mains de l’empereur Napoléon Ier.
À cette occasion, plusieurs officiers et sous-officiers sont décorés de la Légion d'Honneur. BAUTZEN 1813 sera inscrite sur le drapeau.
Poursuivant la marche sur Berlin, le 137e RI participe aux combats de Groos-Beeren (23 août), Tragan (5 septembre), Juterbock Dennewitz (6 septembre) et de Wartenburg (du 24 septembre au 3 octobre).
Renonçant à la conquête de Berlin, l’empereur regroupe ses forces à Leipzig. Le 137e RI participera alors à la plus grande confrontation des guerres napoléoniennes que l’on appellera la « bataille des Nations ». Cette bataille de Leipzig (16 au 19 octobre 1813) où s’affrontent 190 000 franco-saxons et 330 000 coalisés prussiens, autrichiens, russes et suédois, sera une défaite décisive pour la France.
Napoléon fait retraite mais il remporte quelques succès notables. Les corps autrichiens et bavarois des forces coalisées entrent alors en Franconie (Est de l’actuelle Bavière) en longeant le Danube. Ils veulent couper la route de Francfort aux Français. Les 30 et 31 octobre 1813, ils affrontent les troupes de Napoléon à Hanau. Le 137e RI participe à cette victoire qui permettra à la Grande Armée de poursuivre son mouvement vers Francfort et Mayence, sa base arrière. HANAU 1813 sera inscrite sur le drapeau.
Réduit à 444 hommes, le 137e RI défend ensuite Mayence et se rend seulement le 4 mai 1814, après la chute du Ier Empire.
Le régiment rejoint alors Verdun et 12 mai 1814, pendant la Première Restauration, le 137e régiment d'infanterie de ligne est licencié, et conformément à l'article 5 de l'ordonnance du 12 mai 1814 les débris du régiment sont incorporés, le 1er juillet, aux 24e régiment d'infanterie de ligne et 32e régiment d'infanterie de ligne.
Le no 137 n'existe plus et devient vacant et le reste jusqu'au décret du 28 octobre 1870 qui transforme les 39 régiments d'infanterie de marche en régiment d'infanterie de ligne numérotés de 101 à 139.

### Siège de Paris
Le 28 octobre 1870, le 37e régiment de marche devient le 137e régiment d'infanterie de ligne
En 1870, le royaume de Prusse de Guillaume Ier, sous l’impulsion du Ministre-Président Otto von Bismarck est en train de rassembler les états de culture germanique au sein d’un empire allemand unifié (Kaiser Reich). Cette unification se constitue autour de guerres successives contre les états voisins : le Danemark en 1864 puis l’Autriche en 1866.

Il reste une puissance continentale à affronter pour parachever l’unité allemande : la France de l’empereur Napoléon III. Ce sera chose faite quatre ans plus tard en 1870. Bismarck va pousser Napoléon III à déclarer la guerre à la Prusse le 19 juillet 1870. La France passe ainsi pour l’agresseur, ce qui soude définitivement l’unité allemande autour de la Prusse.
Moins d’un mois et demi plus tard, le 2 septembre 1870, devant la supériorité tant numérique que technique des armées allemandes, l’empereur Napoléon III abdique lors de la défaite de Sedan. C’est la fin du Second Empire. Cependant, les députés de l’ancienne opposition républicaine à Paris, sous l’impulsion de Léon Gambetta, Jules Favre et du général Trochu, forment un gouvernement de « Défense nationale », proclament la IIIe République le 4 septembre 1870 et réorganisent l’armée (Armée de la Loire). La guerre durera encore quatre mois pendant lesquels, les prussiens vont assiéger Paris.
Le 28 octobre 1870, le 37e régiment de marche devient le 137e régiment d’infanterie de ligne. Il renaît à cette occasion et participe aussitôt à la défense de la capitale sur le front Est. C’est alors que commence la bataille de Champigny dont l’objectif est de briser l’encerclement allemand et de faire une jonction avec l’armée de la Loire. Le 25 novembre, le 1er bataillon prend position en premières lignes (fort de Charenton, fort de Nogent, redoutes de Gravelle et de la Faisanderie), tandis que les 2e et 3e bataillons participent à l’attaque et à la prise du Plateau d'Avron à partir duquel les Français peuvent bombarder nombre de positions allemandes.
Dans le froid particulièrement terrible du mois de décembre 1870, le 137e RI s’accroche et participe aux combats de Maison Blanche et Ville-Evrard. À la fin du mois, les prussiens assènent de terribles bombardements d’artillerie pendant plusieurs jours sur les défenses françaises. Le 137e occupe sans relâche le plateau d'Avron, les redoutes des Hautes-Bruyères et de Moulin Saquet jusqu’à la fin du siège le 29 janvier 1871.
Au cours de cette campagne, le 137e RI gagne sa devise :
« TENACE DANS LA DEFENSE, REDOUTABLE DANS L'ATTAQUE ».
Le 18 janvier 1871, l’Empire allemand est proclamé au château de Versailles. Guillaume Ier, Roi de Prusse devient empereur d'Allemagne. L’armistice est signé le 28 janvier 1871. La France a perdu l'Alsace et la Lorraine.
Le 28 mars 1871, transférés à Saint-Étienne, les effectifs du régiment sont versés au 93e régiment d'infanterie de ligne, le 137e cesse pour la seconde fois d’exister.

### 1873-1914

#### 1873-1881 – Renaissance du137eRI
Le 16 octobre 1873, le 137e régiment d’infanterie est recréé à Nantes. Les différents bataillons tiennent garnison à Nantes, Belle-Île-en-Mer, Fontenay-le-Comte et l'Île d'Yeu. Le 7 mai 1877, la totalité du régiment est regroupée à Fontenay-le-Comte et s’installe en 1878 dans le nouveau quartier du Chaffault. Après cent ans de troubles et de bouleversements ; après la Révolution, l’Empire, les Restaurations puis à nouveau l'Empire, c’est à cette époque (1875-1880), que la République va s’affirmer comme régime pérenne. Le 14 juillet 1880, lors du premier 14-Juillet officiel et de la revue de l’Armée à Longchamp, le colonel Bonnot de Mably, chef de Corps, reçoit des mains du Président de la République Jules Grévy, à l’instar de tous les régiments de l’armée française, le drapeau du régiment aux armes de la république. Celui-ci porte dans ses plis, les noms des batailles du 1er Empire où il s’est couvert de gloire : LÜTZEN, BAUTZEN et HANAU.

#### L'expansion coloniale
En 1881, l’interventionnisme et les antagonismes commerciaux des puissances européennes sur le continent africain font rage. Chacun cherche à affirmer ses zones d’influence. Après l’Algérie où elle est présente depuis 1830, la France vise certains intérêts miniers et ferroviaires ainsi que l’intérêt stratégique que représente la Tunisie en Méditerranée avec l’ouverture récente du canal de Suez. En avril 1881, le chef du gouvernement français Jules Ferry prenant prétexte des montagnards khoumirs qui sèment le trouble dans le sud algérien à partir de la Tunisie, envoie sur place un corps expéditionnaire de 35 000 hommes venant d’Algérie et de France.
Le 12 mai 1881, le traité du Bardo consacre le protectorat français sur la Tunisie. Un résident général de France, Paul Cambon, est mis en place au côté du souverain tunisien Mohammed el-Sadok, le Bey de Tunis, à qui la France garantit la pérennité du régime beylical mais confisque la presque totalité des pouvoirs, en particulier de politique financière, économique et étrangère. Devant la perte quasi totale des pouvoirs du Bey, les tribus du centre et du sud de la Tunisie se révoltent contre Sadok qu’elles considèrent comme un traitre. Le corps expéditionnaire français va alors engager la lutte contre les dissidents.
Le 30 avril 1881, le 3e bataillon du 137e RI est désigné pour servir au sein du corps expéditionnaire en Tunisie. Il rejoint Toulon et embarque sur « l’Intrépide » le 8 juillet. Le 16, il débarque à Sfax après le bombardement maritime de la ville portuaire et participe à sa prise. Le 29 juillet, poursuivant les insurgés, il fait route vers Gabès dont il participe également à la prise. Pendant deux ans et demi, le bataillon fait partie des différentes colonnes mises sur pied pour pacifier le protectorat. Il prendra part aux combats de Djera, Menzel, Djebel Amor et Zeraoua.
Le 24 décembre 1883, le bataillon embarque sur le bateau « Ville de Bône » pour Marseille et retrouve enfin Fontenay-le-Comte le 5 janvier 1884.

### Première Guerre mondiale
La mobilisation générale est décrétée en France le 2 août 1914 et l’Allemagne déclare la guerre à la France le 3 août. Le recrutement des régiments et le système de conscription sont à cette époque, exclusivement locaux. À Fontenay-le-Comte, les Vendéens sont donc appelés à rejoindre les rangs du 137e RI, régiment d’active mais aussi du 337e RI, régiment de réserve du 137e et du 84e RIT, régiment de réserve territoriale dérivé des deux autres.
Le 137e RI compte environ 3 500 hommes et le 337e RI, 2500. Cette situation explique au regard des énormes sacrifices consentis au cours des quatre années à venir, la proximité et l’attachement indéfectible des villes à leurs régiments à l’instar de Fontenay avec le 137e RI.
Le 137e RI quitte Fontenay-le-Comte par le train, dans la nuit du 6 au 7 août, pour débarquer à Vouziers. Les soldats poursuivent à pied leur marche vers la Belgique, dans la région de Maissin. Le 21 août, le régiment y connaît le baptême du feu avec ses premières pertes, dont celle du commandant Guilleaumet.
Devant la poussée allemande, l’armée française se replie et le 137e revient sur la Meuse. C’est à la ferme de Saint-Quentin, au bois de la Marfée (commune de Noyers-Pont-Maugis), que le 137e capture le colonel commandant le 28e régiment d'infanterie allemande ainsi que le drapeau du 68e régiment de réserve de la Landwher dont le 28e est dépositaire. Cette action d’éclat vaudra au 137e RI d’être décoré de la Légion d’Honneur.
Cependant, au cours de ces opérations sur la Meuse, le colonel de Marolles, chef de corps du 137e est tué comme beaucoup de ses hommes.
L'inscription LA MEUSE 1914 sera inscrite sur le drapeau.
Le régiment participe aux batailles de la Marne, de la Somme, d'Hébuterne, de Verdun.

### Entre-deux-guerres
Après l’armistice, le régiment occupe le Luxembourg belge. Un détachement participe au défilé du 13 juillet 1919, à Paris. Le régiment retourne à Fontenay se fera le 22 août 1919. Le 5 octobre, la ville lui offre un fanion d’honneur.
Insigne honneur pour le régiment, le drapeau du 137e RI participe au défilé de la Victoire sous l’Arc de triomphe, gardé par les soldats les plus anciens et les plus décorés.
Le retour à Fontenay-le-Comte : La démobilisation continuant, le 137e RI rentre à Fontenay-le-Comte où il arrive le 22 août 1919. Il fait une entrée solennelle en présence des autorités locales. La démobilisation se termine le 24 août.

Le 28 septembre 1919, d’énormes festivités seront organisées à Fontenay avec un défilé, un banquet impressionnant de plusieurs centaines de couverts et des réjouissances nombreuses, Tout le pays de Vendée est réuni à cette occasion autour de ses anciens combattants, blessés, mutilés à la Gloire du 137e RI et en souvenirs de tous ses morts.
Le 5 octobre 1919, Fontenay-le-Comte remet au 137e RI un fanion d’honneur confectionné grâce à une souscription. Le fanion est remis sur la place du champ de foire récemment rebaptisée « Place de Verdun. »
En 1928, à la suite de la grande réorganisation de l’Armée française des années 1920, le 137e RI est à nouveau dissous (pour la troisième fois).
Cependant sa disparition va être de courte durée. Il est recréé dès l’année suivante en 1929 mais sera stationné à Quimper. Il ne retournera à Fontenay-le-Comte qu’en 1967.

### Seconde Guerre mondiale
En mars 1940 le 65e RI, le 48e RI, le 137e RI, commandés par les colonels De Rosmorduc, Couturier et Menon, composaient la 21e division d'infanterie. Division d'active originaire de la XIe région militaire (Nantes), la 21e DI est commandée par le général de brigade Pigeaud, puis, à partir du 13 octobre 1939, par le général de brigade Lanquetot. D'abord affectée aux 20e et 5e corps d'armée (4e armée) en Lorraine, elle quitte l'est de la France à partir du début du mois de novembre 1939. Le 13 novembre elle est rattachée au 1er corps de la 7e armée et établit son PC à Dunkerque puis, à partir du 21 novembre à Samer.
Le régiment participe à la bataille de Dunkerque fin mai 1940. Ce faisant, certains soldats du régiment, à l'image d'autres unités françaises ayant couvert la retraite franco-britannique pendant l'opération Dynamo, se sacrifient pour gagner du temps et assurer le succès de cette dernière. Il est dit par ailleurs que les munitions épuisées et après une défense jusqu'au-boutiste, les dernières unités, malgré des jours de combats et de bombardements ennemis, chargent parfois, baionette au canon, contre des unités allemandes, y compris des blindés. De façon plus générale, le régiment fait partie des 35.000 derniers soldats français, défendant jusqu'à la dernière minute l'évacuation et contribuant à son succès.
Le régiment est recréé en 1944 et participe à la Libération.

### Algérie (1956-1963)
(avril 2021).
Le 2e Bataillon (2/137e RI) débarque en Algérie le 22 juin 1956 et y reste jusqu'en 1963. Il stationne tout d'abord dans le secteur de Berrouaghia (Algérois) avant de rejoindre la Kabylie, dans le secteur de Beni Amran (aujourd'hui Beni Amrane), en février 1957. Sa mission principale est de surveiller le débouché des gorges de Palestro (qui se trouve au sud), traversées par la nationale 5, ponctuée de tours gardées, et la voie ferrée qui relient Alger à Constantine.
Le bataillon se répartit à Beni Amran (PC), la 4e compagnie s'implantant au sud de ce village et la 2e à l'entrée ouest des gorges de Palestro (à la gare). La 3e prend position à Bou Hadadda, et la 1re à Tizi-Ouzou. L'unité est devenue le 137e Bataillon d'infanterie, quand elle se déplace dans la région de Koléa, à la fin de 1961. Elle est amenée à intervenir dans l'Atlas blidéen, le Takitount et le Mouzaia.
Au cessez-le-feu du 19 mars 1962 en Algérie, le 2e Bataillon du 137e RI constitue comme 91 autres régiments, les 114 unités de la Force locale. Le 137e RI forme une unité de la Force locale de l'ordre algérienne, la 463e UFL-UFO composé de 10 % de militaires métropolitains et de 90 % de militaires musulmans, qui pendant la période transitoire devaient être au service de l'exécutif provisoire algérien, jusqu'à l'indépendance de l'Algérie (Accords d'Évian du 18 mars 1962).
En 1962, le bataillon reste en Algérie après les Accords d'Évian comme « force d'apaisement », jusqu'au 31 mars 1963. Rapatrié en France, il est dissous au camp de Sissonne (Aisne), le 15 mai suivant.
Le bilan humain du 2/137e RI est lourd : 30 tués, 80 blessés. Son action a valu 450 citations. Il a été commandé successivement par les chefs de bataillon Bodeman (1956-1957), Claverie (1957-1959), Lacroix (1959-1962) et Pélicier (1962-1963).
La 2e compagnie fut chargée, après l'affaire de la « maison forestière », de la mise en place et de l'occupation des tours de surveillance des gorges de Palestro qu'elle conservera jusqu'à la fin. Pendant son séjour en Kabylie, ce bataillon créa de nombreux centres d'AMG (assistance médicale gratuite) et plusieurs écoles primaires.
Un 3e bataillon a été créé dans le contexte de la guerre d'Algérie. Commandé par le chef d'escadron Lyssensoone, il débarque le 20 juin 1956 et rejoint le secteur de Médéa. Il est dissous le 1er septembre 1956 pour devenir le 1er Bataillon du 50e régiment d'artillerie.
En 1962, le bataillon reste en Algérie après les Accords d'Évian comme « force d'apaisement », jusqu'au 31 mars 1963.

### De 1963 à nos jours
Le centre militaire de formation professionnelle, basé à Fontenay-le-Comte, en Vendée, est le gardien des traditions et du drapeau du régiment.

## Drapeau
Il porte, cousues en lettres d'or dans ses plis, les inscriptions suivantes, :

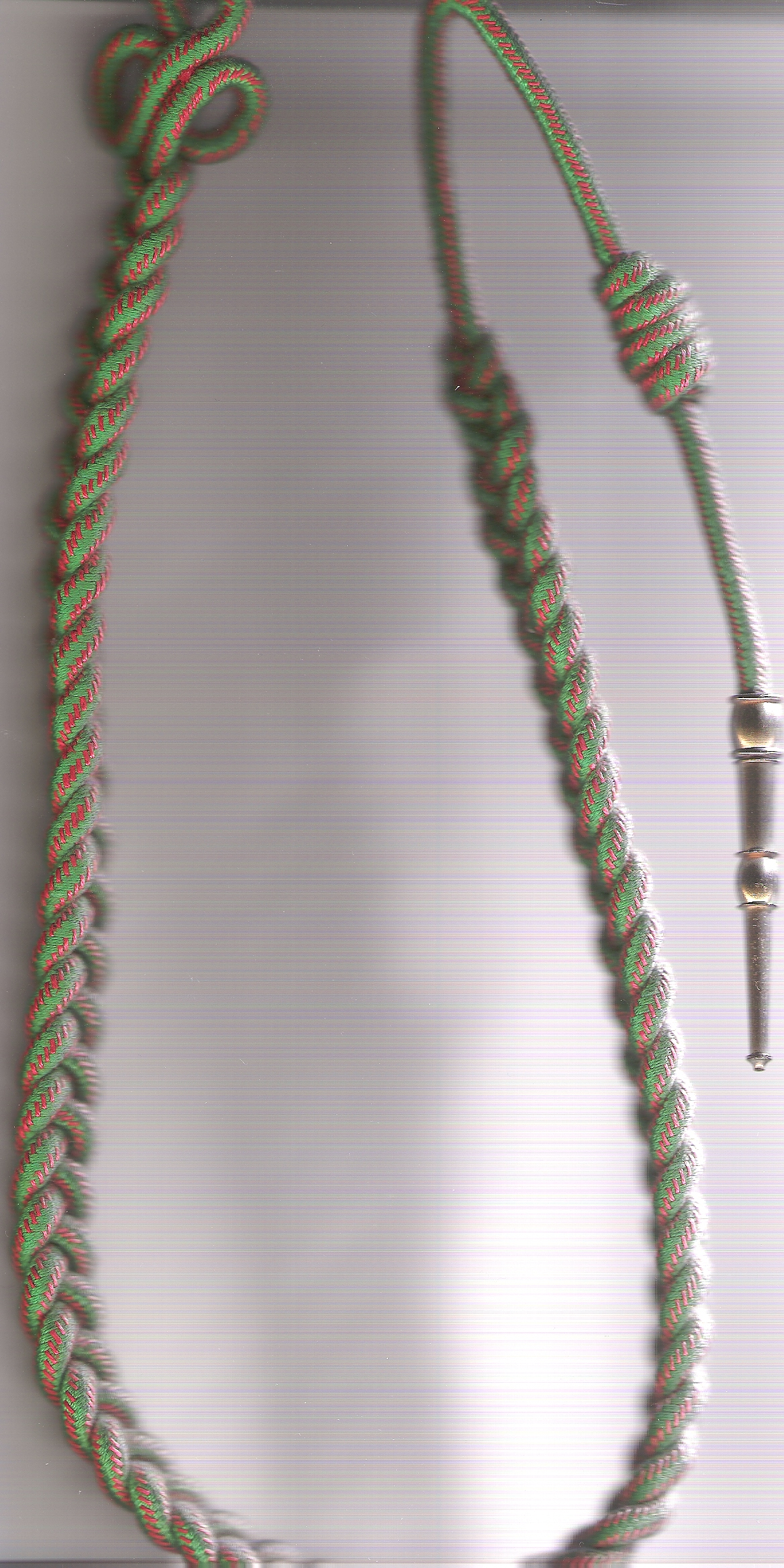
Fourragère aux couleurs du ruban de la croix de guerre 1914-1918

- Lützen 1813
- Bautzen 1813
- Hanau 1813
- La Meuse 1914
- Champagne 1914
- Verdun 1916
- L'Aisne 1917
- Défense de Dunkerque 1940
- AFN 1952-1962

## Décorations décernées au régiment
Il reçoit la Légion d'honneur, la Croix de guerre 1914-1918 avec deux palmes, la Croix de guerre 1939-1945 avec une palme.
- Le port de la fourragère aux couleurs du ruban de Croix de Guerre 1914-1918.

## Devise
« Tenace dans la défense, redoutable dans l'attaque »

## Insigne
L'insigne représente un écu rectangulaire tête de soldat champ de baïonnettes Légion d’Honneur[réf. souhaitée][Quand ?]. Le personnel du CMFP ne porte pas cet insigne mais celui du centre[réf. nécessaire].

## Personnages célèbres ayant servi au137eRI
- L'écrivain Julien Gracq, lieutenant dans ce régiment en 1939-1940.

## Divers
La fête du régiment se célébrait le 27 août pour célébrer l'épisode de Bulson en 1914. L'une des garnisons de ce régiment fut à Quimper où il laissa son nom à un parc.

## Sources et bibliographie
- Douguet (Jean-François) et Glorennec (Hervé), Quimper. Des rues et des noms au fil du temps, cercle culturel quimpérois, 2003, article « 137e » (en fin d'ouvrage).
- Astoul (Henri), « Historique du 137e RI dans la Grande Guerre », dans La Grande Guerre Magazine, Numéro 39 - Eté 2003 (peut être commandé ici)
- Le Barillec (Bertrand), Cette nuit nous entrons en Allemagne. 8 septembre 1939, Impr. régionale, 223 p.
- Lieutenants-colonels Olivaud, Rondet, Meinvielle et al., Soldats de Vendée, soldats en Vendée, 1813-1993, rééd. A.I.A.T. [établissement d'impression de l'Armée de Terre], Saint-Maixent-l'École, no 2, 1993-1993, 150 p., ill.
- Historique du 137e RI pendant la Grande Guerre du Lieutenant Besset. Amicale des Régiments Fontenaisiens. Imprimerie P&O Lussaud Frères - Fontenay le Comte.DL no 405-221 novembre 1956
- Jaquin : Historique du 137e régiment d'infanterie